# Keith Magnuson

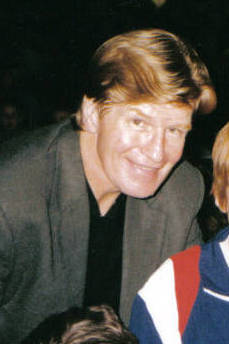
Keith Magnuson (2002).

Keith Magnuson (27 de abril de 1947 en Saskatoon, Saskatchewan - 15 de diciembre de 2003 en Vaughan, Ontario) fue un defensor profesional canadiense de hockey sobre hielo que fue capitán de los Chicago Blackhawks de 1976 a 1979. Murió en un accidente automovilístico y el conductor del auto, Rob Ramage, también exalumno de la NHL, sobrevivió y fue acusado de homicidio involuntario.
Su número de camiseta es retirado por los Chicago Blackhawks.
- Datos: Q963167
- Multimedia: Keith Magnuson / Q963167